# Magglio Ordóñez
Pour les articles homonymes, voir Ordóñez.
Magglio José Ordóñez Delgado (né le 28 janvier 1974 à Coro, Falcón, Venezuela) est un ancien joueur de baseball professionnel et le maire élu en décembre 2013 de la municipalité de Juan Antonio Sotillo au Venezuela.
Voltigeur de baseball ayant joué dans les Ligues majeures de 1997 à 2011 pour les White Sox de Chicago et les Tigers de Détroit, Magglio Ordóñez est six fois sélectionné pour le match des étoiles du baseball majeur et gagnant de trois Bâtons d'argent, Ordóñez a remporté le championnat des frappeurs de la Ligue américaine en 2007. Il a connu sept saisons de 100 points produits ou plus et marqué au moins 100 points dans une année en quatre occasions. Il a réussi 2 156 coups sûrs et sa moyenne au bâton en carrière s'élève à ,309.

## Carrière au baseball
Ordonez évolue de 1997 à 2004 avec les White Sox de Chicago. En 2005, il se joint aux Tigers de Detroit. Devenu agent libre après la saison 2010, il s'entend pour une septième année avec les Tigers.
Sans contrat au début de la saison 2012, Ordóñez annonce sa retraite le 3 juin suivant.

### Honneurs

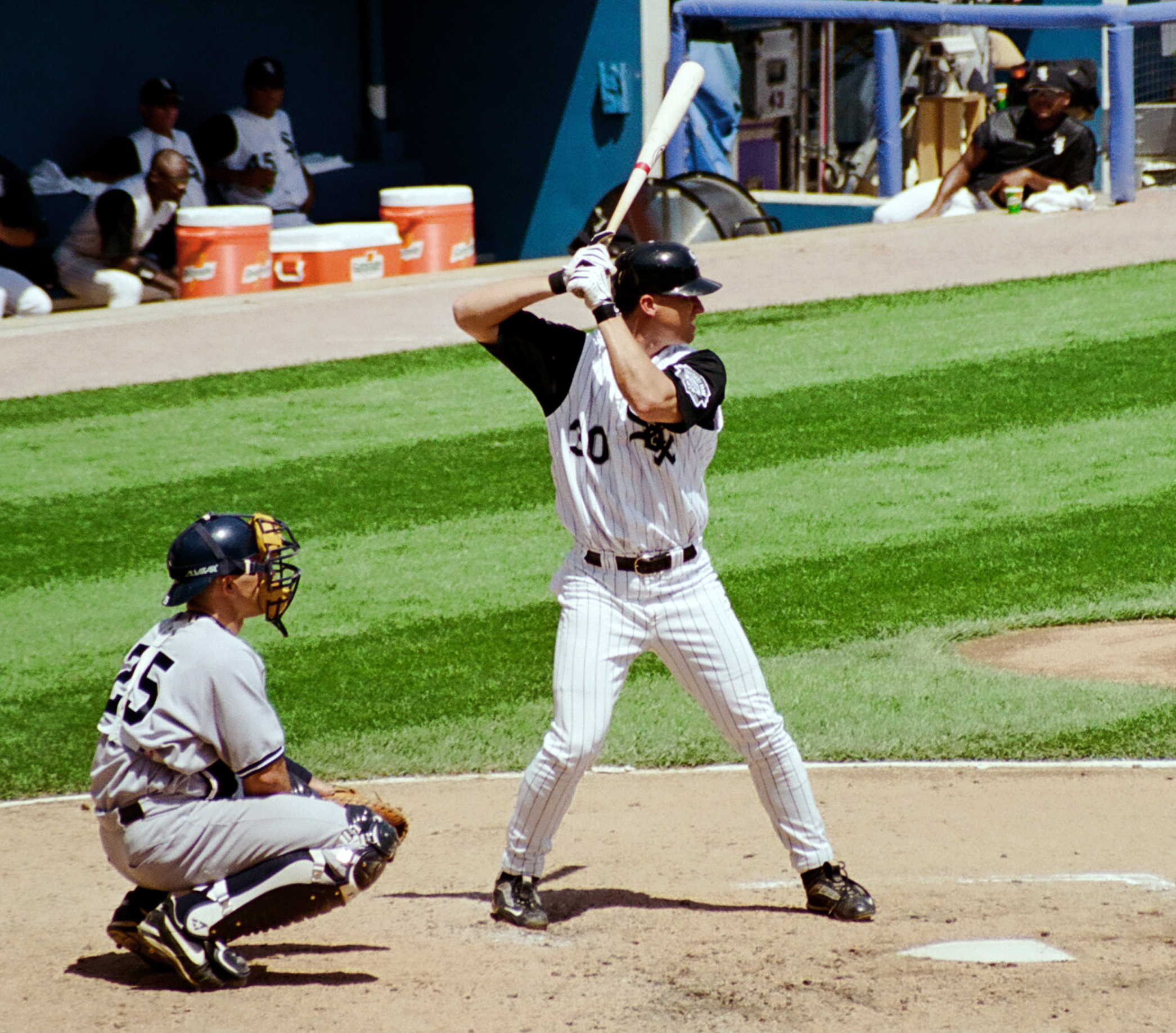
Magglio Ordóñez (à droite) est au bâton pour les White Sox de Chicago en 1999.

- Champion de la moyenne au bâton en 2007
- Sélectionné six fois pour le match des étoiles (1999-2001, 2003, 2006, 2007).
- Deux fois vainqueur du Bâton d'argent (2000 et 2007).
- Joueur du mois de la Ligue américaine (juillet 2003)
- Meneur des Ligues majeures pour les ballons-sacrifice (15 en 2000) et les doubles (54 en 2007).

## Carrière politique
Partisan de l'ancien président du Venezuela Hugo Chávez, Magglio Ordonez est hué par des opposants à son gouvernement lors de la Classique mondiale de baseball 2009,.
Après sa carrière de joueur de baseball, Ordóñez se lance en politique dans son pays. Sous la bannière du Parti socialiste unifié du Venezuela du président Nicolás Maduro, qui a succédé à Chávez, Ordóñez est en décembre 2013 élu maire de la municipalité de Juan Antonio Sotillo.

## Vie personnelle
En juin 2014, son fils Magglio Ordóñez, Jr., étudiant d'une école secondaire de Plantation en Floride, est repêché au 38e tour de sélection par les Tigers de Détroit.